# Bergfreiheit (Bad Wildungen)

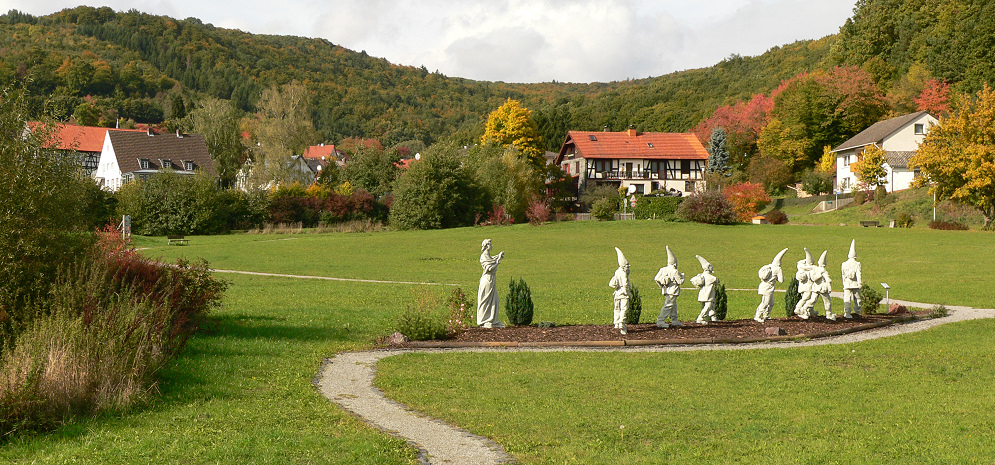
Blick auf den Ort mit Schneewittchen-Skulptur

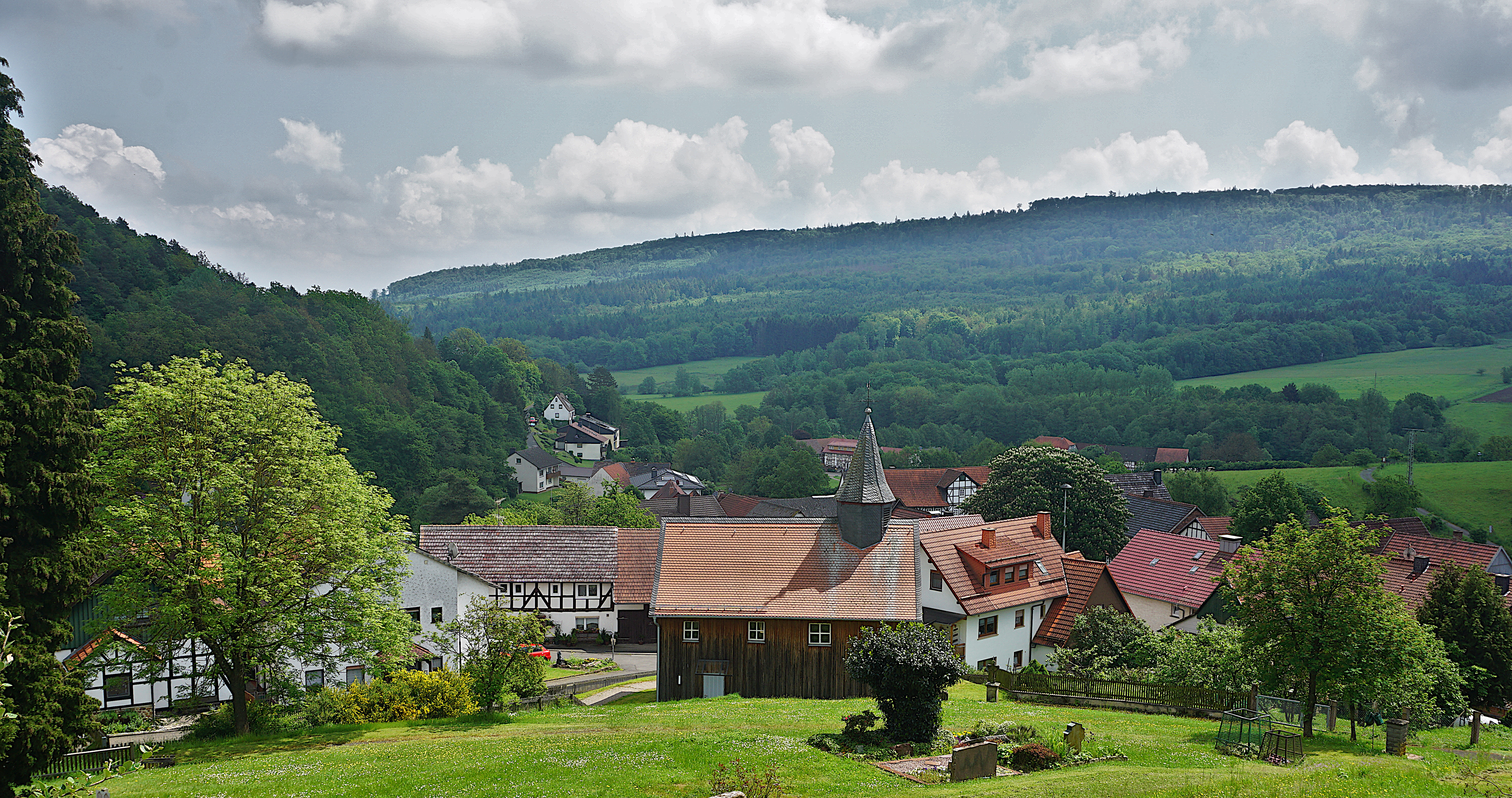
Bergfreiheit von oben

Bergfreiheit ist ein staatlich anerkannter Luftkurort im Kellerwald und südwestlicher Stadtteil von Bad Wildungen im nordhessischen Landkreis Waldeck-Frankenberg.

## Geographie
Das Dorf Bergfreiheit, im Südosten des Kellerwaldes gelegen, ist vom Naturpark Kellerwald-Edersee umgeben und liegt auf 320 m Höhe nördlich des Bergkamms Keller, in dem der Wüstegarten (675 m ü. NN) den höchsten Berg darstellt, und südsüdöstlich des Auenbergs (611 m). Tangiert wird der Ort vom Mittellauf der Urff. Der Ort zählt mit den Dörfern Albertshausen, Armsfeld, Braunau, Frebershausen, Gellershausen, Hüddingen, Hundsdorf, Odershausen und Reinhardshausen zu den so genannten Walddörfern (nicht zu verwechseln mit den Hamburger Walddörfern).

## Geschichte

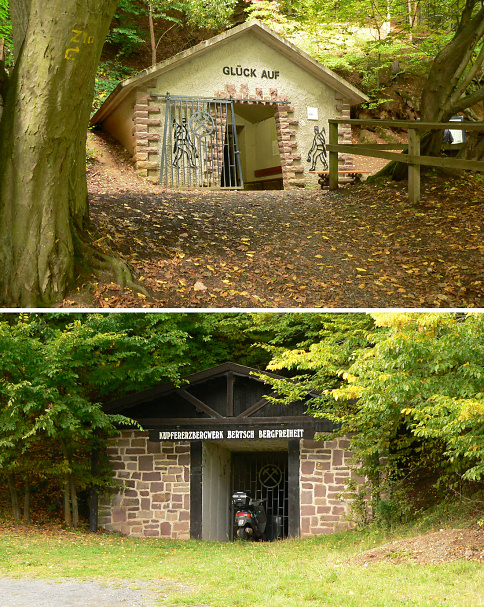
Ehemaliges Kupfererzbergwerk, heute Besucherbergwerk mit oberer und unterer Sohle

### Ortsgeschichte
Das einstige Bergmannsdorf im Tal der Urff war in früheren Jahrhunderten das Zentrum des Bergbaus im Kellerwald. Der Ortsname basiert auf dem Begriff der Bergfreiheit.
1252 wurde Bergbau beim heutigen Dorf Bergfreiheit erstmals urkundlich erwähnt, als Abbaurechte an Zisterzienser-Mönche aus Haina verliehen wurden. Planmäßig wurde Kupfererz durch Bergleute seit 1552 abgebaut und vor Ort verhüttet. Das Recht der Bergfreiheit im Tal der Urff erhielt die ursprünglich „Neusess“ genannte Bergmannssiedlung im Jahre 1561 durch ein Edikt des Grafen Samuel von Waldeck-Wildungen verliehen. Das zog viele Bergleute in den Ort, der 1584 erstmals „Bergfreiheit“ genannt wurde. Mit der Bergfreiheit genossen die Bergleute umfangreiche Rechte, wie Schank- und Zollfreiheit, Jagd- und Holzrecht, Befreiung vom Militärdienst und von Spanndiensten. Auch hatten sie das Recht zum freien Zu- und Abzug und zur freien Wahl von Bürgermeister und Rat. Im gesamten Tal der oberen Urff gab es im 16. und 17. Jahrhundert bergbauliche Einrichtungen (insbesondere Stollen) sowie Einrichtungen der Weiterverarbeitung (Hammerwerke, Gießereien) und Infrastruktur. Bereits 1577 erfolgte bei den Grubenbauen von Bergfreiheit die Entwässerung durch die Wasserkunst; die erste Anlage hatte zwei über- und ein untertägiges Kunstrad im Stollen mit 7 m Durchmesser. Nach dem Erliegen des Bergbaus wurde die Wasserkunst 1662 abgeworfen.
In der Blütezeit des Ortes lebten rund 1.000 Menschen in Bergfreiheit. Die Abbauperiode in Bergfreiheit endete bereits um 1590 nach rund 40 Jahren. Durch Verfall und Wegzug gingen die 19 Hüttenbetriebe allmählich ein, und zum Ende des Dreißigjährigen Kriegs gab es nur noch 15 Bewohner.
Eine Wiederaufnahme des Erzabbaus unter hohem Kostenaufwand ab 1651 scheiterte und wurde bereits 10 Jahre später aufgegeben. Auch weitere Erschließungsversuche zwischen 1728, anfangs durch Ludwig Balthasar Müller, Berginspektor von Thalitter, und 1737 verliefen verlustreich. Danach kam es nur noch zu Untersuchungsarbeiten zwischen 1850 und 1900. 1908 kam das Grubenfeld an die Firma Krupp aus Essen. Seit 1968 gehört es zur Harz-Lahn-Erzbergbau GmbH.
1965 gründeten Ortsbewohner einen Verein zur Erforschung des lokalen Bergbaus. Seit 1974 kann das ehemalige Kupfererzbergwerk Bertsch in Ortsnähe als Besucherbergwerk besichtigt werden. Das verbliebene Grubensystem bei Bergfreiheit hat heute etwa 20 km lange Gangsysteme.
Hessische Gebietsreform (1970–1977)
Im Zuge der Gebietsreform in Hessen wurde die bis dahin selbständige Gemeinde Bergfreiheit zum 1. Dezember 1971 auf freiwilliger Basis in die Stadt Bad Wildungen eingemeindet.
Für Bergfreiheit wie für alle im Zuge der Gebietsreform nach Bad Wildungen eingegliederten Gemeinden wurden Ortsbezirke mit Ortsbeirat und Ortsvorsteher nach der Hessischen Gemeindeordnung gebildet.

### Verwaltungsgeschichte im Überblick
Die folgende Liste zeigt die Staaten und Verwaltungseinheiten, denen Bergfreiheit angehört(e):
- vor 1712: Heiliges Römisches Reich, Grafschaft Waldeck, Amt Wildungen
- ab 1712: Heiliges Römisches Reich, Fürstentum Waldeck, Amt Wildungen
- ab 1807: Fürstentum Waldeck, Amt Wildungen
- ab 1815: Fürstentum Waldeck, Oberamt der Eder (Sitz in Nieder-Wildungen)
- ab 1816: Fürstentum Waldeck, Oberjustizamt der Eder (Sitz in Nieder-Wildungen)
- ab 1850: Fürstentum Waldeck-Pyrmont (seit 1849), Kreis der Eder[Anm. 1]
- ab 1867: Fürstentum Waldeck-Pyrmont (Akzessionsvertrag mit Preußen), Kreis der Eder
- ab 1871: Deutsches Reich, Fürstentum Waldeck-Pyrmont, Kreis der Eder
- ab 1919: Deutsches Reich, Freistaat Waldeck-Pyrmont, Kreis der Eder
- ab 1929: Deutsches Reich, Freistaat Preußen, Provinz Hessen-Nassau, Regierungsbezirk Kassel, Kreis der Eder
- ab 1942: Deutsches Reich, Freistaat Preußen, Provinz Hessen-Nassau, Regierungsbezirk Kassel, Landkreis Waldeck
- ab 1944: Deutsches Reich, Freistaat Preußen, Provinz Kurhessen, Regierungsbezirk Kassel, Landkreis Waldeck
- ab 1945: Deutsches Reich, Amerikanische Besatzungszone, Groß-Hessen, Regierungsbezirk Kassel, Landkreis Waldeck
- ab 1946: Deutsches Reich, Amerikanische Besatzungszone, Hessen, Regierungsbezirk Kassel, Landkreis Waldeck
- ab 1949: Bundesrepublik Deutschland, Hessen, Regierungsbezirk Kassel, Landkreis Waldeck
- ab 1971: Bundesrepublik Deutschland, Hessen, Regierungsbezirk Kassel, Landkreis Waldeck, Stadt Bad Wildungen
- ab 1974: Bundesrepublik Deutschland, Hessen, Regierungsbezirk Kassel, Landkreis Waldeck-Frankenberg, Stadt Bad Wildungen

### Bevölkerung
Einwohnerstruktur 2011
Nach den Erhebungen des Zensus 2011 lebten am Stichtag dem 9. Mai 2011 in Bergfreiheit 330 Einwohner. Darunter waren 3 (0,9 %) Ausländer. Nach dem Lebensalter waren 48 Einwohner unter 18 Jahren, 108 waren zwischen 18 und 49, 87 zwischen 50 und 64 und 90 Einwohner waren älter. Die Einwohner lebten in 144 Haushalten. Davon waren 36 Singlehaushalte, 57 Paare ohne Kinder und 39 Paare mit Kindern, sowie 9 Alleinerziehende und 3 Wohngemeinschaften. In 39 Haushalten lebten ausschließlich Senioren und in 78 Haushaltungen leben keine Senioren.
Einwohnerentwicklung
| Quelle: Historisches Ortslexikon |                          |
| • 1620:                          | 29 Häuser                |
| • 1650:                          | 16 Häuser                |
| • 1738:                          | 36 Häuser                |
| • 1770:                          | 47 Häuser, 272 Einwohner |

| Bergfreiheit: Einwohnerzahlen von 1770 bis 2020 | Bergfreiheit: Einwohnerzahlen von 1770 bis 2020 | Bergfreiheit: Einwohnerzahlen von 1770 bis 2020 | Bergfreiheit: Einwohnerzahlen von 1770 bis 2020 | Bergfreiheit: Einwohnerzahlen von 1770 bis 2020 |
| --- | ----------------------------------------------- | ----------------------------------------------- | ----------------------------------------------- | ----------------------------------------------- |
| Jahr |                                                 |                                                 |                                                 | Einwohner                                       |
| 1770 | 1770                                            |                                                 | 272                                             | 272                                             |
| 1800 | 1800                                            |                                                 | ?                                               | ?                                               |
| 1834 | 1834                                            |                                                 | 453                                             | 453                                             |
| 1840 | 1840                                            |                                                 | 487                                             | 487                                             |
| 1846 | 1846                                            |                                                 | 511                                             | 511                                             |
| 1852 | 1852                                            |                                                 | 502                                             | 502                                             |
| 1858 | 1858                                            |                                                 | 451                                             | 451                                             |
| 1864 | 1864                                            |                                                 | 434                                             | 434                                             |
| 1871 | 1871                                            |                                                 | 321                                             | 321                                             |
| 1875 | 1875                                            |                                                 | 332                                             | 332                                             |
| 1885 | 1885                                            |                                                 | 348                                             | 348                                             |
| 1895 | 1895                                            |                                                 | 333                                             | 333                                             |
| 1905 | 1905                                            |                                                 | 273                                             | 273                                             |
| 1910 | 1910                                            |                                                 | 275                                             | 275                                             |
| 1925 | 1925                                            |                                                 | 257                                             | 257                                             |
| 1939 | 1939                                            |                                                 | 228                                             | 228                                             |
| 1946 | 1946                                            |                                                 | 319                                             | 319                                             |
| 1950 | 1950                                            |                                                 | 298                                             | 298                                             |
| 1956 | 1956                                            |                                                 | 267                                             | 267                                             |
| 1961 | 1961                                            |                                                 | 263                                             | 263                                             |
| 1967 | 1967                                            |                                                 | 262                                             | 262                                             |
| 1980 | 1980                                            |                                                 | ?                                               | ?                                               |
| 1990 | 1990                                            |                                                 | ?                                               | ?                                               |
| 2000 | 2000                                            |                                                 | ?                                               | ?                                               |
| 2011 | 2011                                            |                                                 | 330                                             | 330                                             |
| 2015 | 2015                                            |                                                 | 339                                             | 339                                             |
| 2020 | 2020                                            |                                                 | 328                                             | 328                                             |
| Datenquelle: Historisches Gemeindeverzeichnis für Hessen: Die Bevölkerung der Gemeinden 1834 bis 1967. Wiesbaden: Hessisches Statistisches Landesamt, 1968. Weitere Quellen: bis 1967 LAGIS; Stadt Bad Wildungen; Zensus 2011 |                                                 |                                                 |                                                 |                                                 |

Historische Religionszugehörigkeit
| • 1885: | 333 evangelische (= 100 %) Einwohner                             |
| • 1961: | 255 evangelische (= 96,96 %), 8 katholische (= 3,04 %) Einwohner |

## Sehenswürdigkeiten
Um Bergfreiheit führt ein 5 km langer ökologischer Lehrpfad. Er präsentiert an 17 beschilderten Stationen die Kulturlandschaft um das ehemalige Bergmannsdorf. Thematisch geht es um Bergbau, Siedlungsentwicklung, Flora und Fauna, Streuobstbestände sowie Dorferneuerung.

### Bauwerke
Sehenswürdigkeiten im Ort sind das Schneewittchenhaus, das historische Bergamt, das in ein Museum umgestaltet wurde, und die Fachwerkkirche.

### Schneewittchen-Dorf
Die Fremdenverkehrswerbung gab Bergfreiheit den Titel Schneewittchendorf im Kellerwald. Der hessische Lokalhistoriker Eckard Sander führt das Märchen der Brüder Grimm von Schneewittchen auf das Dorf Bergfreiheit zurück. Schneewittchen soll die seinerzeit als besonders schön bekannte Waldecker Prinzessin Margaretha von Waldeck gewesen sein. Die sieben Zwerge, die mit Schaufeln im Berg arbeiten, werden in diesem Zusammenhang auf die damals übliche Kinderarbeit in Bergwerken zurückgeführt. Jährlich finden auf einer Freilichtbühne im Ort Theateraufführungen des Märchens statt.

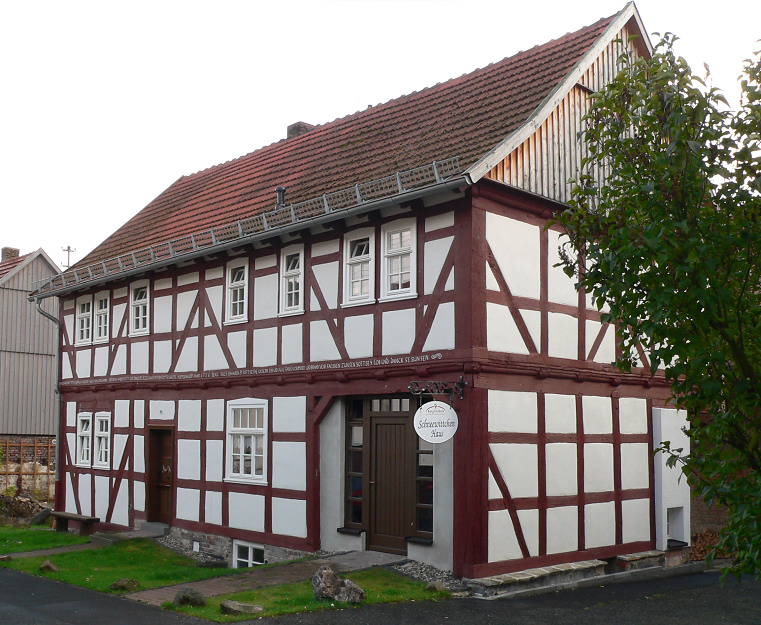
Fachwerkhaus von 1736, als Schneewittchen-Haus deklariert
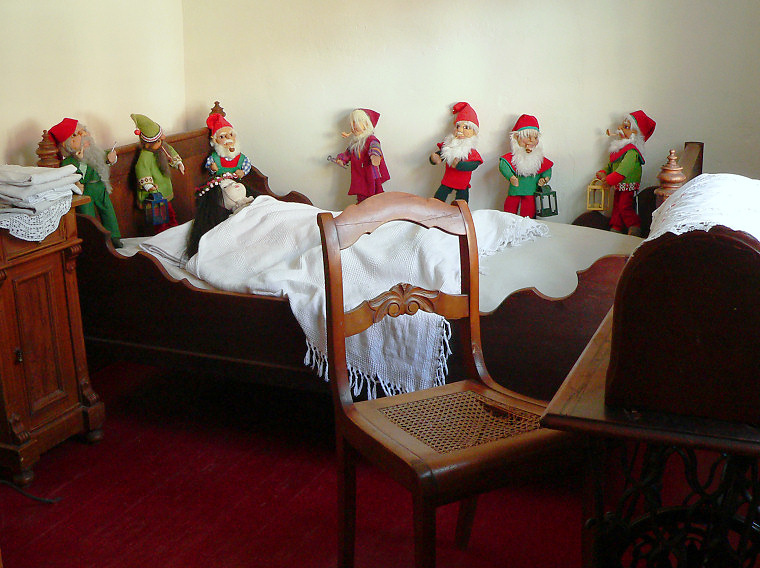
Im Schneewittchen-Haus: Szene der Prinzessin mit den 7 Zwergen
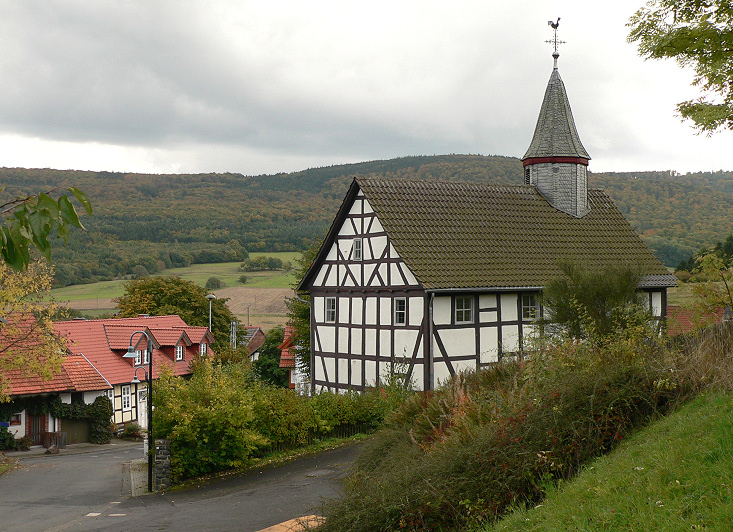
Kirche
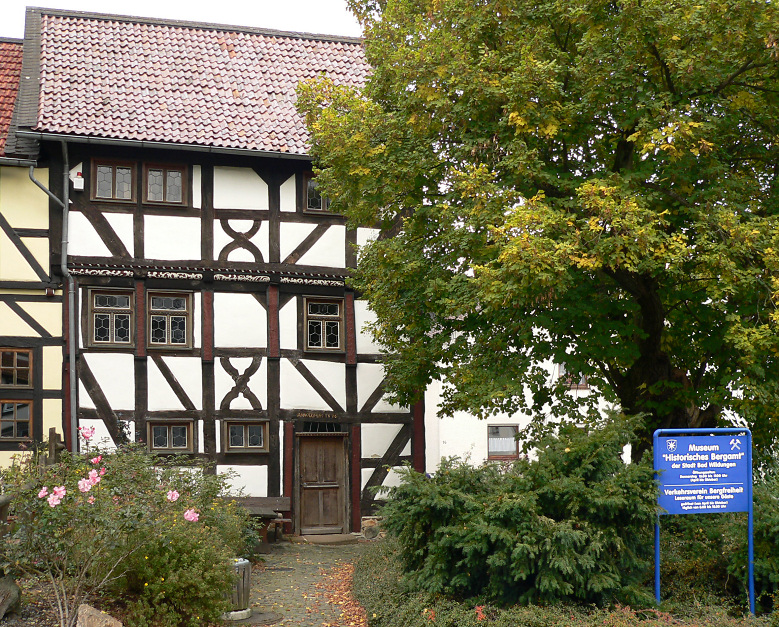
Museum Historisches Bergamt

## Wirtschaft und Infrastruktur

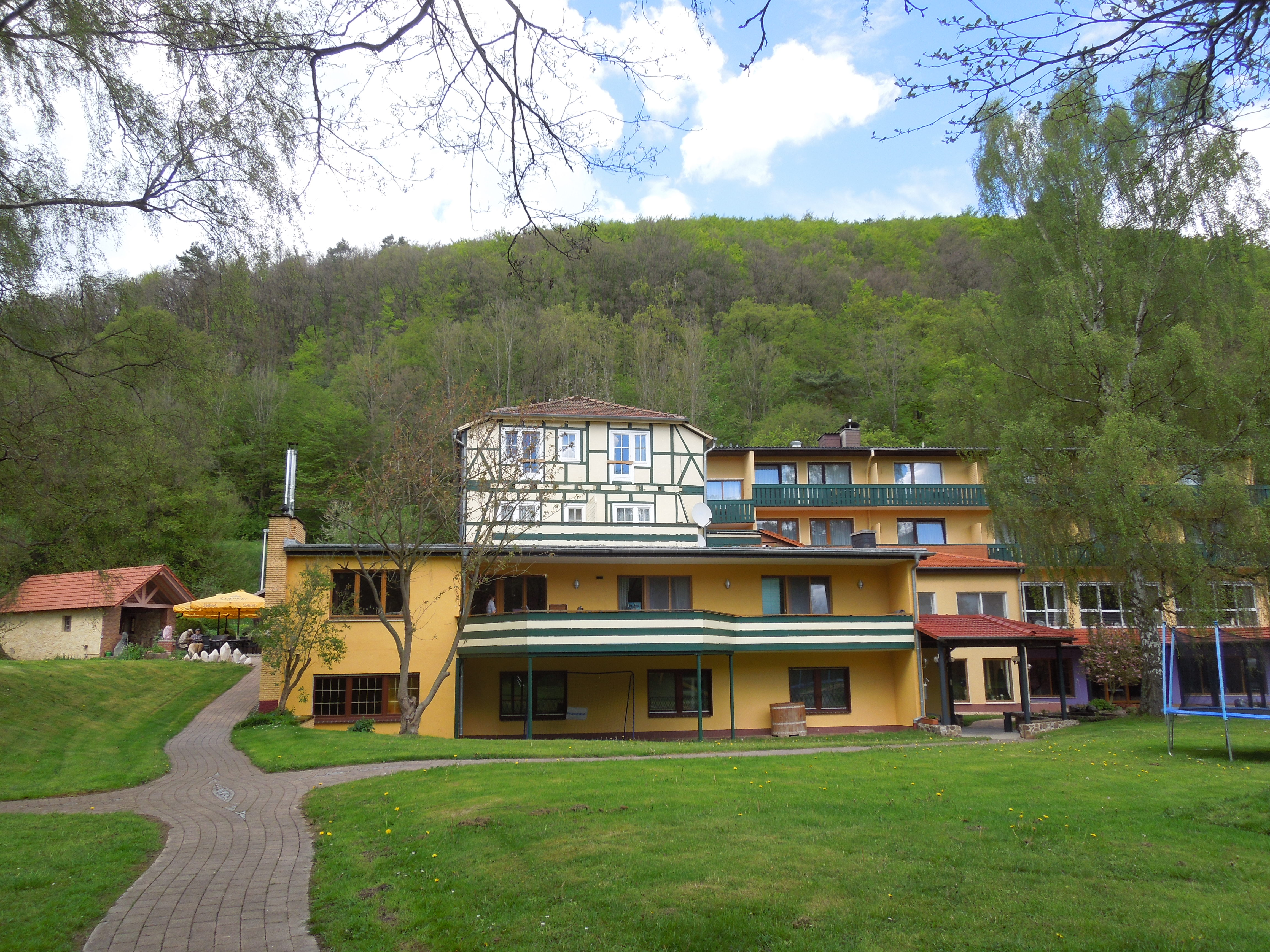
Gasthof und Hotel Hartmühle in Bergfreiheit

Wirtschaftliche Grundlage sind heute insbesondere der Fremdenverkehr und die Landwirtschaft. Es gibt eine Edelsteinschleiferei; sie besitzt die Schürfrechte für den lokal vorkommenden Kellerwalder Achat, den sie zu Schmuckstücken verarbeitet.